# Serra de Bancells
La Serra de Bancells és una serra situada al municipi de Quart a la comarca del Gironès, amb una elevació màxima de 258 metres.